# Nezumia aspidentata
Nezumia aspidentata és una espècie de peix de la família dels macrúrids i de l'ordre dels gadiformes.

## Morfologia
- Els mascles poden assolir 20 cm de llargària total.[6]

## Hàbitat
És un peix d'aigües profundes que viu entre 700-720 m de fondària.

## Distribució geogràfica
Es troba al Pacífic occidental central: illa Chesterfield.